# Creek (metropolitana di Dubai)
Creek (in arabo الخور, āl-Khūr) è una stazione della metropolitana di Dubai ed attuale capolinea meridionale della linea verde. Venne inaugurata il 1º marzo 2014.